# 이여로
이여로는 경기도 이천시와 여주시를 잇는 14.9km의 도로이다.

## 노선
전 구간이 국가지원지방도 제70호선에 속하기 때문에 이에 따른 표시는 하지 않음.
| 이름                                              | 접속 노선                                         | 소재지            | 소재지                                                 | 비고               |
| 이섭대천로와 직결                                 | 이섭대천로와 직결                                 | 이섭대천로와 직결 | 이섭대천로와 직결                                      | 이섭대천로와 직결  |
| ------------------------------------------------- | ------------------------------------------------- | ----------------- | ------------------------------------------------------ | ------------------ |
| 증포 교차로                                       | 지방도 제337호선 (황무로)                         | 이천시            | 증포동                                                 |                    |
| 증포교                                            |                                                   | 이천시            | 증포동                                                 |                    |
| 모전삼거리                                        | 청백리로                                          | 이천시            | 백사면                                                 |                    |
| 백사 교차로                                       | 국도 제3호선 (성남이천로)                         | 이천시            | 백사면                                                 |                    |
| 백사중학교 휘궁교                                 |                                                   | 이천시            | 백사면                                                 |                    |
| 현방삼거리                                        | 현방로                                            | 이천시            | 백사면                                                 |                    |
| 송말리                                            | 원적로                                            | 이천시            | 백사면                                                 |                    |
| 송말교                                            |                                                   | 이천시            | 백사면                                                 |                    |
| 외사사거리                                        | 남산로 지경계길                                   | 여주시            | 흥천면                                                 |                    |
| 외사교                                            |                                                   | 여주시            | 흥천면                                                 |                    |
| 문장 교차로                                       | 흥천로 문바실길                                   | 여주시            | 흥천면                                                 |                    |
| 북여주 나들목 (흥천이포IC 교차로) 흥천이포 나들목 | 45호선 중부내륙고속도로 52호선 광주원주고속도로   | 여주시            | 흥천면                                                 | 구 북여주IC 교차로 |
| 이포중학교 이포고등학교                           |                                                   | 여주시            | 흥천면                                                 |                    |
| 금사교                                            |                                                   | 여주시            | 흥천면                                                 |                    |
|                                                   | 금사면                                            | 여주시            |                                                        |                    |
| 궁리삼거리                                        | 금품2로                                           | 여주시            |                                                        |                    |
| 이포초등학교                                      | 지방도 제333호선 (능북로)                         | 여주시            | 지방도 제333호선과 중복                                |                    |
| 서원사거리                                        | 이포로 서원길                                     | 여주시            | 지방도 제333호선과 중복                                |                    |
| 이포대교사거리                                    | 국가지원지방도 제88호선 지방도 제333호선 (금사로) | 여주시            | 지방도 제333호선과 중복 국가지원지방도 제88호선과 중복 |                    |
| 이포대교                                          |                                                   | 여주시            | 국가지원지방도 제88호선과 중복                         |                    |
| 이포대교                                          | 대신면                                            | 여주시            | 국가지원지방도 제88호선과 중복                         |                    |
| 천서사거리                                        | 국도 제37호선 국가지원지방도 제88호선 (여양로)    | 여주시            | 국가지원지방도 제88호선과 중복                         |                    |
| 여양1로와 직결                                    |                                                   |                   |                                                        |                    |